# Gouvernement Henri-Gustave Joly de Lotbinière
Québec
Gouvernement Boucher de Boucherville I Gouvernement Chapleau
Le mandat du gouvernement de Henri-Gustave Joly de Lotbinière, devenu premier ministre du Québec à la suite de la démission de son prédécesseur Charles-Eugène Boucher de Boucherville, s'étendit du 8 mars 1878 au 31 octobre 1879. Il est le premier chef du Parti libéral à gouverner la province.

## Caractéristiques
Arrivé au pouvoir à la suite du coup de force de Letellier de Saint-Just, Joly de Lotbinière, qui est minoritaire en Chambre, déclenche des élections dont les résultats divisent l'Assemblée législative en nombre égal de libéraux et de conservateurs. Le premier ministre parvient à sauver son gouvernement grâce au conservateur indépendant Arthur Turcotte qui accepte la charge de président de l'Assemblée législative. En 1879, les libéraux remportent 4 élections partielles qui leur permettent de renforcer leur majorité mais, à l'automne de la même année, le chef conservateur, Joseph-Adolphe Chapleau, parvient à persuader cinq députés ministériels de changer de camp. Le gouvernement Joly de Lotbinière n'est alors plus qu'en sursis.

## Chronologie
- 8 mars 1878 : après avoir destitué le gouvernement de Boucherville, le lieutenant-gouverneur Luc Letellier de Saint-Just demande à Joly de Lotbinière de former le prochain gouvernement.
- 9 mars 1878 : les conservateurs, majoritaires en Chambre, renversent le gouvernement par 34 voix contre 13. Joly de Lotbinière déclenche des élections générales pour le 1er mai.
- 1er mai 1878 : 31 libéraux, 32 conservateurs et 2 conservateurs-indépendants sont élus aux élections. Joly de Lotbinière décide de se maintenir au pouvoir.
- 4 juin 1878 : première session de la 4e législature. Joly de Lotbinière fait élire le conservateur indépendant Arthur Turcotte comme président de l'Assemblée législative, réussissant ainsi à sauver son gouvernement.
- 17 septembre 1878 : les conservateurs de John A. Macdonald reprennent le pouvoir à Ottawa.
- 3 novembre 1878 : mort du trésorier Pierre Bachand. Les libéraux se retrouvent de nouveau minoritaires.
- 3 juin 1879 : le libéral Honoré Mercier remporte l'élection partielle dans la circonscription de Saint-Hyacinthe.
- 16 juin 1879 : début de la deuxième session de la 4e législature.
- 25 juillet 1879 : le gouvernement fédéral destitue le lieutenant-gouverneur Luc Letellier de Saint-Just qu'il remplace par Théodore Robitaille.
- 28 octobre 1879 : reprise de la session. Le Conseil législatif refuse de voter les subsides demandés par le gouvernement. Robitaille décline la demande de Joly de Lotbinière de déclencher des élections. Celui-ci n'a d'autre choix que de démissionner.

## Composition
| Rôle                                                | Titulaire                        |
| --------------------------------------------------- | -------------------------------- |
| Premier ministre                                    | Henri-Gustave Joly de Lotbinière |
| Commissaire de l'Agriculture et des Travaux publics | Henri-Gustave Joly de Lotbinière |
| Secrétaire provincial                               | Félix-Gabriel Marchand           |
| Trésorier provincial                                | Pierre Bachand                   |
| Solliciteur général                                 | Alexandre Chauveau               |
| Procureur général                                   | David Alexander Ross             |
| Commissaire des Terres de la Couronne               | François Langelier               |

En 1879, mini-remaniement ministériel à la suite de la mort de Pierre Bachand :
| Rôle                                                | Titulaire                        |
| --------------------------------------------------- | -------------------------------- |
| Premier ministre                                    | Henri-Gustave Joly de Lotbinière |
| Commissaire de l'Agriculture et des Travaux publics | Henri-Gustave Joly de Lotbinière |
| Secrétaire provincial                               | Alexandre Chauveau               |
| Trésorier provincial                                | François Langelier               |
| Solliciteur général                                 | Honoré Mercier                   |
| Procureur général                                   | David Alexander Ross             |
| Commissaire des Terres de la Couronne               | Félix-Gabriel Marchand           |